# Ligne T3 du tramway de Saint-Étienne
La ligne T3 du tramway de Saint-Étienne  est une ligne de tramway desservant l'agglomération de Saint-Étienne. 
Elle est mise en service le 30 août 2010 en remplacement du tronçon sud de l'ancienne ligne 5 puis, le 16 novembre 2019, elle est prolongée pour desservir les six stations d'un nouveau tronçon entre la gare de Châteaucreux et la rue Bergson. Elle  reprend ensuite la desserte de la Terrasse et de l'hôpital Nord initialement assurée par la ligne T2.

## Historique
La ligne T3 résulte de la réorganisation du réseau de tramway opérée le 30 août 2010 : la ligne 4 devient la ligne T1 tandis que la ligne 5 est scindée en deux avec une partie entre hôpital Nord/Terrasse et Châteaucreux qui prend l'indice T2 (et conserve la couleur jaune) et une partie sud entre Bellevue et Châteaucreux reprise par une nouvelle ligne, la ligne T3 (couleur verte).
Le 16 novembre 2019, un nouveau tronçon comprenant six nouvelles stations (Colonel Marey, Bardot, Soleil, Zénith-Comédie, Technopôle, Geoffroy Guichard) est inauguré entre les stations Châteaucreux et Roger Rocher, la ligne T3 est alors prolongée via ce tronçon jusqu'à la Terrasse et l'hôpital Nord à la place de la ligne T2.
En mars 2025, les travaux de la nouvelle station AFPA, située entre les stations Zenith - Comédie et Soleil, débutent pour une mise en service prévue à l'été 2025.

## Tracé et stations

### Tracé
La ligne T3 permettait de joindre la gare de Châteaucreux au centre-ville en utilisant ensuite une partie de la ligne T1 pour desservir les quartiers sud jusqu'à Bellevue. La ligne T3 est raccordée à la ligne T1 de l'arrêt Rocher Rocher à l'arrêt Hôpital Nord ainsi que de l'arrêt Peuple-Gambetta au terminus Bellevue tandis qu'elle est en correspondance avec la ligne T2 de l'arrêt Châteaucreux Gare à Peuple-Libération.
Avant la mise en service du prolongement, le terminus de la gare de Châteaucreux est en boucle.

### Liste des stations
|  |   |   |   |  | Station                           | Lat/Long                    | Commune               | Correspondance(s)                                                                                |
|  | - | - | - |  | --------------------------------- | --------------------------- | --------------------- | ------------------------------------------------------------------------------------------------ |
|  |   | ■ |   |  | Hôpital Nord                      | 45° 28′ 49″ N, 4° 21′ 51″ E | Saint-Priest-en-Jarez | T1 37 Cars Région L15                                                                            |
|  |   | • |   |  | Parc-Champirol                    | 45° 28′ 37″ N, 4° 21′ 52″ E | Saint-Priest-en-Jarez | T1 P+R                                                                                           |
|  |   | • |   |  | Lycée Simone Weil                 | 45° 28′ 29″ N, 4° 22′ 02″ E | Saint-Priest-en-Jarez | T1 16 17 P+R                                                                                     |
|  |   | • |   |  | Cité Agriculture                  | 45° 28′ 23″ N, 4° 22′ 12″ E | Saint-Priest-en-Jarez | T1                                                                                               |
|  |   | • |   |  | Musée d'Art Moderne               | 45° 28′ 14″ N, 4° 22′ 27″ E | Saint-Priest-en-Jarez | T1                                                                                               |
|  |   | ■ |   |  | Terrasse                          | 45° 27′ 57″ N, 4° 22′ 43″ E | Saint-Étienne         | T1 8 17 25 27 C1 N1 Cars Région L11 L13 P+R TER Auvergne-Rhône-Alpes                             |
|  |   | • |   |  | Quartier Grouchy                  | 45° 27′ 42″ N, 4° 22′ 51″ E | Saint-Étienne         | T1 N1                                                                                            |
|  |   | • |   |  | Roger Rocher Allez les Verts      | 45° 27′ 33″ N, 4° 22′ 54″ E | Saint-Étienne         | T1 N1                                                                                            |
|  |   | • |   |  | Geoffroy Guichard Musée des Verts | 45° 27′ 33″ N, 4° 23′ 21″ E | Saint-Étienne         |                                                                                                  |
|  |   | • |   |  | Technopôle Christian Cabal        | 45° 27′ 33″ N, 4° 23′ 42″ E | Saint-Étienne         | M9 S9                                                                                            |
|  |   | • |   |  | Zénith - Comédie                  | 45° 27′ 16″ N, 4° 23′ 40″ E | Saint-Étienne         | P+R                                                                                              |
|  |   | • |   |  | Soleil                            | 45° 26′ 59″ N, 4° 24′ 09″ E | Saint-Étienne         | 10                                                                                               |
|  |   | • |   |  | Bardot                            | 45° 26′ 48″ N, 4° 24′ 17″ E | Saint-Étienne         |                                                                                                  |
|  |   | • |   |  | Colonel Marey                     | 45° 26′ 44″ N, 4° 24′ 01″ E | Saint-Étienne         |                                                                                                  |
|  |   | • |   |  | Châteaucreux Gare                 | 45° 26′ 34″ N, 4° 23′ 59″ E | Saint-Étienne         | T2 M3 M4 M5 12 14 15 16 29 83 S3 N1 Cars Région L11 L13 H30 H37 X18 P+R TER Auvergne-Rhône-Alpes |
|  |   | • |   |  | Dalgabio                          | 45° 26′ 28″ N, 4° 24′ 04″ E | Saint-Étienne         | T2                                                                                               |
|  |   | • |   |  | Fourneyron                        | 45° 26′ 23″ N, 4° 23′ 46″ E | Saint-Étienne         | T2 M3 M5 12 15 16 21 S3 N1                                                                       |
|  |   | • |   |  | Jean Moulin                       | 45° 26′ 15″ N, 4° 23′ 35″ E | Saint-Étienne         | T2 M2 M3 M5 M6 M7 12 13 15 16 S3 S6                                                              |
|  |   |   | ↑ |  | Square Violette                   | 45° 26′ 14″ N, 4° 23′ 25″ E | Saint-Étienne         | T2 M5 15 16                                                                                      |
|  | ↓ |   |   |  | Peuple Libération                 | 45° 26′ 12″ N, 4° 23′ 19″ E | Saint-Étienne         | T2                                                                                               |
|  |   |   | ↑ |  | Peuple Gambetta                   | 45° 26′ 09″ N, 4° 23′ 17″ E | Saint-Étienne         | T1                                                                                               |
|  | ↓ |   |   |  | Bourse du travail                 | 45° 25′ 58″ N, 4° 23′ 17″ E | Saint-Étienne         | T1 N2                                                                                            |
|  |   |   | ↑ |  | Saint-Louis                       | 45° 25′ 57″ N, 4° 23′ 21″ E | Saint-Étienne         | T1 N2                                                                                            |
|  |   | • |   |  | Anatole France                    | 45° 25′ 48″ N, 4° 23′ 23″ E | Saint-Étienne         | T1 N2                                                                                            |
|  |   | • |   |  | Campus Tréfilerie                 | 45° 25′ 36″ N, 4° 23′ 27″ E | Saint-Étienne         | T1 N2                                                                                            |
|  |   | • |   |  | Centre Deux                       | 45° 25′ 23″ N, 4° 23′ 31″ E | Saint-Étienne         | T1 N2                                                                                            |
|  |   | • |   |  | Bicentenaire                      | 45° 25′ 13″ N, 4° 23′ 33″ E | Saint-Étienne         | T1 N2                                                                                            |
|  |   | ■ |   |  | Bellevue                          | 45° 24′ 56″ N, 4° 23′ 36″ E | Saint-Étienne         | T1 M1 M4 M7 22 23 S1 N2 Cars Région L12 L14 L16 L17 H28 H30 H34 H37 P+R TER Auvergne-Rhône-Alpes |

### Ateliers
Toutes les rames sont remisées au dépôt Transpôle, siège social de la STAS et dépôt principal (9 ha).

## Exploitation de la ligne

### Temps de parcours et fréquences
La ligne relie l'Hôpital Nord à Bellevue en 40 minutes, le tronçon d'Hôpital Nord à Terrasse est parcouru en 6 minutes. 
La ligne fonctionne du lundi au jeudi de 4 h 30 à 0 h 5 environ et jusqu'à 1 h 5 le vendredi, à raison d'un tramway toutes les 10 minutes en journée (12 minutes durant les vacances scolaires) entre 7 h 30 et 18 h 30 et toutes les 20 à 40 minutes en début et fin de service. La ligne fonctionne le samedi de 4 h 30 à 1 h 5 environ, à raison d'un tramway toutes les 12 minutes entre 7 h 30 et 18 h 30 et toutes les 20 à 40 minutes en début et fin de service. La ligne fonctionne les dimanches et jours fériés de 5 h 40 à 0 h 35 environ, à raison d'un tramway toutes les 30 minutes.
Le tronçon entre Hôpital Nord et Terrasse n'est pas desservi toute la journée, il n'est desservi que :
- du lundi au vendredi, de 6 h 15 à 9 h 10 et de 15 h 15 à 18 h 30 environ ;
- le samedi, de 6 h 15 à 9 h 10 et de 15 h 35 à 18 h 20 environ ;
- les dimanches et jours fériés, du début de service jusqu'à 21 h environ.

### Matériel roulant
La ligne est exploitée par des rames Alsthom-Vevey de 1re et 2e génération ainsi qu'en CAF Urbos 3, l'ensemble des terminus étant équipés des boucles de retournement nécessaires aux rames Alsthom monodirectionnelles.

### Tarification et financement
La tarification des lignes est identique et unique sur tout le réseau de la STAS, et est accessible avec l'ensemble des tickets et abonnements existants. Un ticket 1 h 30 permet un trajet simple quelle que soit la distance, avec une ou plusieurs correspondances possibles avec les autres lignes de bus et de tramway pendant une durée maximale de 1 h 30 entre la première validation et la fin du voyage. Le financement du fonctionnement des lignes (entretien, matériel et charges de personnel) est assuré par le délégataire Transdev Saint-Étienne.